# مركز التحقيق في حوادث الطيران والحماية منها (البرازيل)
مركز التحقيق في حوادث الطيران والحماية منها (بالبرتغالية: Centro de Investigação e Prevenção de Acidentes Aeronáuticos) هي وحدة من القوات الجوية البرازيلية التي تحقق في حوادث الطيران والحوادث في البرازيل. يقع مقرها الرئيسي في برازيليا.